# Joe Colombo

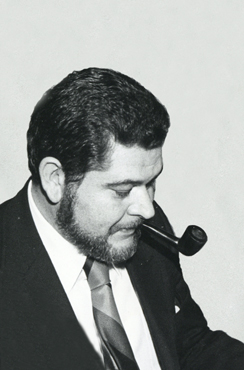
Joe Colombo (1930-1971) ©IF-Studio Joe Colombo

Cesare Colombo (Milán, 1930 - ib., 1971), conocido como Joe Colombo, fue un diseñador industrial italiano. Antes de dedicarse al diseño, fue pintor. Comenzó experimentando con nuevos materiales, como plástico reforzado y con novedosas técnicas de construcción y métodos de fabricación. Su primer diseño para Kartell fue la silla n.º 4801 (1963-1964) en tres piezas de madera contrachapada. Tal diseño inspiró su trabajo posterior con plástico, como la silla Universale No. 4860 (1965-1967), primer asiento para adultos moldeado en plástico por inyección (ABS).

## Bibliografía

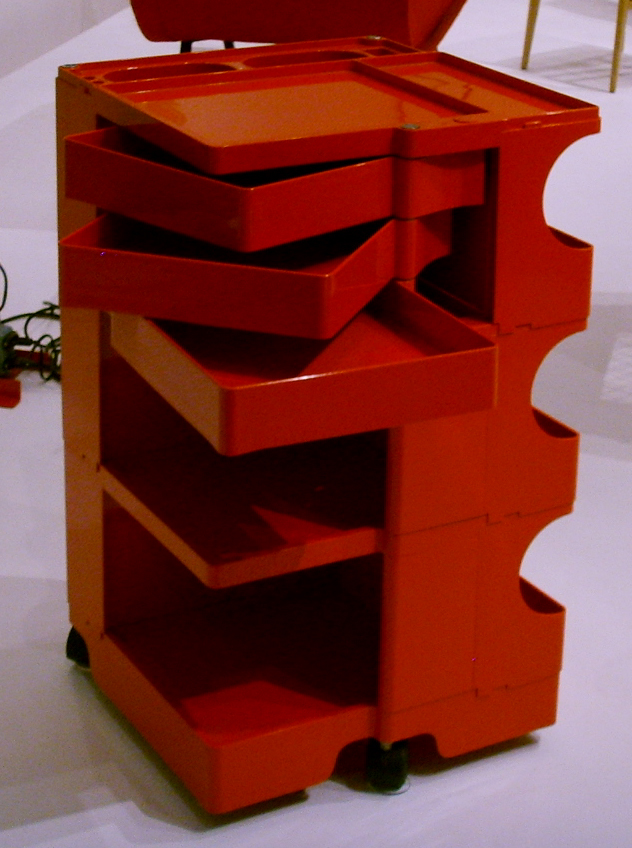
Obra de Joe Colombo expuesta en el Museo de Arte Moderno de Nueva York en 1969.